# La Ménagerie de verre
Pour les articles homonymes, voir La Ménagerie de verre (homonymie).
La Ménagerie de verre (The Glass Menagerie) est une des premières pièces de théâtre de Tennessee Williams, écrite en 1944,. La première a eu lieu à Chicago le 26 décembre 1944,.

## Trame
Se déroulant dans les années 1930 à Saint-Louis, la pièce s'articule autour de trois membres adultes de la famille Wingfield. Les Wingfield peinent à joindre les deux bouts. Ils vivent dans un appartement exigu, à l'ombre d'un patriarche absent. Dans la mémoire de Tom se rejoue un passé familial qui le hante, entre une mère obsédée par sa jeunesse perdue et une sœur maladivement fragile. Tom, le narrateur de la pièce, aspire à devenir poète. Ce dernier rêve de quitter son emploi et le domicile familial afin de suivre sa propre voie, mais il est sans cesse retenu par les obligations morales qui le lient à sa mère et sa sœur.

## Personnages
La pièce met en scène quatre personnages :
- Tom Wingfield, jeune homme narrateur de la pièce[3]. Retenu chez sa famille par conviction morale, il passe ses soirées à aller au cinéma, ou du moins c'est ce qu'il dit ;
- Laura Wingfield, sa sœur. Boiteuse et neurasthénique, elle a, comme plus précieuse possession, des animaux miniatures en verre, constituant une « ménagerie » ;
- Amanda Wingfield, leur mère autoritaire mais fragile, qui s'accroche à ses rêves sudistes disparus[3], qui veut faire marier sa fille et exaspère son fils ;
- Jim O'Connor, un jeune homme ordinaire, collègue de Tom apparaissant dans les deux dernières scènes, invité par Amanda dans l'espoir qu'il tombe amoureux de Laura[3].

De nombreuses similitudes existent entre la famille Wingfield, fictive, et la famille, réelle, de Williams, même si des différences sont présentes. Montée à New York en 1945, c'est avec cette pièce que Tennessee Williams connaît, à 34 ans, une célébrité soudaine.

## Adaptations cinématographiques
- La Ménagerie de verre (The Glass Menagerie) en 1950 d’Irving Rapper, avec Jane Wyman dans le rôle d’Amanda Wingfield et Kirk Douglas dans celui de Jim O'Connor.
- La Ménagerie de verre (Lasinen eläintarha) en 1973, film finlandais de Mirjam Himberg[5], avec Mai-Brit Heljo dans le rôle d’Amanda Wingfield et Vesa-Matti Loiri dans celui de Jim O'Connor.
- La Ménagerie de verre  (The Glass Menagerie) en 1987 de Paul Newman, avec John Malkovich dans le rôle de Tom, Karen Allen dans celui de Laura et Joanne Woodward dans celui d'Amanda Wingfield.

## Adaptations télévisuelles
- La Ménagerie de verre (The Glass Menagerie) en 1966  de Michael Elliott, avec Shirley Booth dans le rôle d’Amanda Wingfield.
- La Ménagerie de verre (The Glass Menagerie) en 1973  d’Anthony Harvey, avec Katharine Hepburn dans le rôle d’Amanda Wingfield[6].

## Adaptations au théâtre
- 2006 : La Ménagerie de Verre, traduction de Jean-Michel Déprats, mis en scène par Juliette Moltes
- 2007 : La Ménagerie de Verre, traduction de Jean-Michel Déprats, mis en scène par Olivier Lopez
- 2009 : La Ménagerie de Verre, traduction de Jean-Michel Déprats, mis en scène par Jacques Nichet
- 2012 : La Ménagerie de Verre, traduction de Jean-Michel Déprats, mis en scène par Michel Caron
- 2013 : La Ménagerie de Verre, traduction de Jean-Michel Déprats, mis en scène par Carole Noury, avec  Florence Cabes, Clovis Guerrin, Gaspard Legendre, Raphaël Mondon, Cécile Morel, Philippe Bénasso, Carole Noury
- 2016 : La Ménagerie de Verre, traduction d'Isabelle Famchon, mis en scène par Daniel Jeanneteau, avec Solène Arbel, Pierric Plathier, Dominique Reymond, Olivier Werner
- 2018 : La Ménagerie de Verre, traduction d'Isabelle Famchon, mis en scène par Charlotte Rondelez, avec Cristiana Reali, Ophélia Kolb, Charles Templon et Félix Beaupérin
- 2019 : La Ménagerie de Verre, traduction d'Isabelle Famchon, mis en scène par Wadih Cormier, avec Isabelle Bucaille, Thelma Pourias, Jules Mackowski et Emmanuel Leicher
- 2020 : La Ménagerie de Verre, traduction d'Isabelle Famchon, mis en scène par Ivo van Hove, avec Isabelle Huppert, Justine Bachelet, Cyril Gueï et Antoine Reinartz
- 2024 : La Ménagerie de Verre, traduction d'Isabelle Famchon, mis en scène par Rastine Poutine
- 2025 : La Ménagerie de Verre, traduction d'Isabelle Famchon, mis en scène par Philippe Person, avec Florence Le Corre, Alice Serfati, Blaise Jouhannaud et Antoine Maabed

## Influences
En 2009, la metteur en scène argentine Romina Paula s'inspire librement de cette pièce pour écrire et mettre en scène El Tiempo todo entero (« Le Temps tout entier »).